# Дума (институција)
Дума (рус. дума) је руска скупштина са саветодавном или законодавном функцијом.
Израз бојарска дума се користи за означавање саветодавних савета у Русији од 10. до 17. века. Почевши од 18. века, широм Русије формиране су градске думе.
Прва формално конституисана државна дума била је Царска државна дума коју је у Руско царство увео цар Николај II 1905. године. Цар је задржао апсолутни вето и могао је да отпусти Државну думу у било ком тренутку из њему одговарајућег разлога. Цар Николај је распустио Прву државну думу (1906) у року од 75 дана; избори за другу Думу одржани су следеће године. Руска привремена влада је распустила последњу Царску државну думу (четврту Думу) 1917. године током Руске револуције.
Од 1993. Државна дума (рус. Государственная дума) је функционисао као нижи законодавни дом Руске Федерације.

## Етимологија
Руска реч је наслеђена од прасловенске речи дума за коју се сматра да је изведена из протогерманског *dōmaz . Реч је такође повезана са руским глаголом думат′ (думать) што значи „мислити“.

## Бојарска дума
Израз бојарска дума се користи да се односи на већа бојара и млађих бојара (бојарских потомака) који су саветовали кнеза о државним питањима у време Кијевске Русије и царства Русије (тадашњег цара). Године 1711. Петар Велики је пренео њене функције на Правитељствујушчи сенат . Савремени извори се увек позивају једноставно на „бојаре“ или на „думу“, али никада на „бојарску думу“. Првобитно је било десет до дванаест бојара и пет или шест околнихија. До 1613. године дума се повећала на двадесет бојара и осам околних . Мања властела, „господа дума“ (dumnye dvoriane) и секретари, додани су думи и број околничија је порастао у другој половини 17. века. Године 1676. број бојара се повећао на 50 – до тада су чинили само трећину Думе.

## Општинске думе
За време владавине Катарине Велике, реформе локалне управе довеле су до оснивања градских дума у руским градовима.
За време владавине Александра II спроведено је неколико реформи током 1860-их и 1870-их. То је укључивало стварање локалних политичких тела познатих као земства. Сви власници кућа, трговци који плаћају порез и радници уписани су на спискове по опадајућем редоследу према њиховом процењеном богатству. Укупна процена се затим дели на три једнака дела, који представљају три групе бирача веома неједнаког броја, од којих свака бира једнак број делегата у општинску думу. Извршна власт је у рукама изборног градоначелника и управе, која се састоји од више чланова које бира Дума. Под Александром III, међутим, законима објављеним 1892. и 1894. године, општинске думе су биле потчињене губернаторима на исти начин као и земства. Године 1894. општинске установе, са још ограниченијим овлашћењима, додељене су неколико градова у Сибиру, а 1895. некима на Кавказу.

## Државне думе
Под притиском Руске револуције 1905. године, Сергеј Вите је 6. августа 1905. објавио манифест о сазивању Думе, за коју се у почетку сматрало да је саветодавни орган. У наредном октобарском манифесту, Николај II се обавезао да ће увести основне грађанске слободе, обезбедити широко учешће у Државној думи и дати Думи законодавна и надзорна овлашћења.
Међутим, Николај II је био одлучан да задржи своју аутократску власт. Непосредно пре стварања Думе у мају 1906. године, цар је донео основне законе . Делимично је наведено да Царске министре не може именовати Дума, нити су јој одговорни, чиме се пориче одговорна влада на извршном нивоу. Штавише, цар је имао моћ да распусти Думу и распише нове изборе кад год је хтео. На овом првом састанку чланови Думе су предложили ослобађање политичких затвореника, давање права синдикатима и увођење земљишне реформе. Николај II је одбацио ове предлоге и распустио скупштину у јулу 1906.
Царска Државна Дума је бирана четири пута: 1906. године, два пута 1907. и 1912. године.

### Руска Федерација
Државна дума (рус. Государственнаа дума, Государственнаа дума, уобичајена скраћеница: Госдума, Госдума) Русије јесте доњи дом Федералне скупштине Руске Русије ( парламент), а горњи дом је Савет Федерације Русије. Према Уставу Русије из 1993. године, постоји 450 посланика Државне Думе (члан 95), сваки изабран на мандат од четири године (члан 96); ово је промењено на петогодишњи мандат крајем 2008. На претходним изборима 1993, 1995, 1999. и 2003. године половина посланика је бирана по систему пропорционалне заступљености, а половина је бирана плуралношћу у једночланим дистриктима. Међутим, избори за Думу 2007. спроведени су у новом формату: свих 450 посланика изабрано је по систему пропорционалне заступљености. Руски држављани који имају најмање 21 годину имају право да се кандидују за Думу (члан 97).